# Benfica Castelo Branco
Benfica Castelo Branco, właśc. Sport Benfica e Castelo Branco – portugalski klub piłkarski z siedzibą w Castelo Branco.

## Historia
Klub został założony w 1924. W swojej historii rozegrał 12 sezonów na poziomie drugiej ligi (w latach 1960–1963, 1980–1985 oraz 1989–1993).

## Reprezentanci kraju grający w klubie
stan na listopad 2023
|  | - Amadeu - Evandro Brandão - Abel Campos - Devigor - José Miranda - Ante Juric - Mama Baldé - Mamadi Baldé - Lamine Bá - Lote Biaguê - Sanussi Camará - Vladimir Gomes |  | - Iaquinta - Gilberto Adul Seidi - Emile M’Bouh - Simões Massas - Amandio Malta da Silva - Hernâni Borges - Delmiro - Elvis Mendes - Gilson Varela - Gbassay Sessay - Ronaldo Afonso - Gualdino Mauro |